# Litoria lutea
Litoria lutea es una especie de anfibio anuro de la familia Hylidae.

## Distribución geográfica
Es endémica del archipiélago de las islas Salomón.  

## Estado de conservación
Se encuentra amenazada por la pérdida de su hábitat natural.